# Lingue oceaniche centrali ed orientali
Le lingue oceaniche centrali ed orientali sono un insieme di lingue che costituiscono uno dei sottogruppi delle lingue oceaniche.

## Classificazione

### Collocazione all'interno delle lingue oceaniche
Le lingue oceaniche centro-orientali sono un gruppo di primo livello nella classificazione delle lingue oceaniche di Lynch, Ross e Crowley. I due altri gruppi collocati a questo livello sono le lingue delle isole dell'Ammiragliato e le lingue oceaniche occidentali.
Tuttavia  questi tre autori non definiscono questo sottogruppo né come un linkage (connessione) né come una famiglia, perché il suo status esatto resta poco chiaro.

### Caratteristiche del gruppo
Le lingue oceaniche centro-orientali condividono alcune innovazioni morfologiche in rapporto al proto-oceanico.

### Classificazioni interne

#### Classificazione secondo Lynch, Ross e Crowley
Secondo Lynch, Ross e Crowley, l'oceanico centro-orientale si suddivide in cinque sottogruppi di dimensioni diverse:
- lingue delle isole Salomone sud-orientali
- lingue utupua-vanikoro
- lingue oceaniche meridionali
- lingue del Pacifico centrale
- lingue micronesiane

Le lingue polinesiane non costituirebbero quindi un sottogruppo a parte, ma verrebbero incluse tra  le lingue del Pacifico centrale insieme con le lingue delle isole Figi.

#### Classificazione secondo Ethnologue
Secondo l'edizione 2009 di Ethnologue, il gruppo delle lingue oceaniche centrali ed orientali, che sarebbe formato da 227 lingue parlate tuttora, dovrebbe essere suddiviso in tre sottogruppi a loro volta frazionabili secondo il seguente schema (tra parentesi il numero di lingue di ogni insieme):
- Lingue oceaniche remote  (192)
  - lingue del Pacifico centrale (44)
  - Lingue delle Isole della Lealtà (3)
  - Lingue micronesiane (20)
  - Lingue della Nuova Caledonia (30)
  - Lingue delle Vanuatu centro-settentrionali (95)
- Lingue delle Vanuatu meridionali (9)
  - Lingua aneityum
  - Lingue erromanga (3)
  - Lingue tanna (5)
- Lingue delle isole Salomone sud-orientali (26)
  - Lingue di Gela[5]-Guadalcanal (7)
  - Lingue di Malaita-San Cristobal (19)